# Dinho Chingunji
Eduardo Jonatão Samuel "Dinho" Chingunji (Lubango, 7 de setembro de 1964) é um engenheiro e líder político oposicionista angolano.
Nascido em 7 de setembro de 1964 no Lubango, capital da província angolana da Huíla, é filho de Kafundanga Chingunji. Possui nome quase idêntico ao de seu avô, Eduardo Jonatão Chingunji.
Filiou-se à União Nacional para a Independência Total de Angola (UNITA), um grupo rebelde pró-ocidente em Angola. Durante a guerra civil de Angola (1975–2002), muitos familiares de Chingunji, incluíndo o notável comandante Samwimbila Chingunji e o diplomata Tito Chingunji, morreram em circunstâncias misteriosas, excepto ele. Rumores atribuíram as suas mortes a planos de assassinato ordenados pelo líder da UNITA, Jonas Savimbi.
Dinho somente teria sobrevivido por estar no exterior a estudar, e sob proteção de um grupo de intelectuais dissidentes da UNITA, que incluía Georges Chikoti, Sousa Jamba, Dias Kanombo, Lindo Kanjunju e André Yamba Yamba.
Tropas angolanas mataram Savimbi em 2002, pondo fim à guerra civil. A UNITA realizou o seu nono Congresso em Viana, Angola, de 24 a 27 de junho de 2003. Chingunji, Isaías Samakuva e Paulo Lukamba Gato disputaram a presidência da UNITA no Congresso. Chingunji perdeu esmagadoramente para Samakuva, recebendo apenas 20 votos contra os 1.067 votos de Samakuva.
Candidatou-se como cabeça de lista do Partido Nacionalista para a Justiça em Angola	(P-NJANGO) para as eleições gerais de Angola de 2022.